# Maylandia mossambica
Maylandia mossambica és una espècie de peix de la família dels cíclids i de l'ordre dels perciformes.

## Etimologia
Maylandia fa referència a l'ictiòleg alemany Hans J. Mayland i mossambica al país d'on és autòcton.

## Descripció
Fa 8 cm de llargària màxima. Cap moderadament inclinat i amb premolars a la filera exterior de les mandíbules. Es diferencia de Maylandia aurora per tindre més franges verticals a sota de l'aleta dorsal (7-9 vs. 6) i de Maylandia xanthos per posseir una mandíbula inferior més curta. La femella té 7-8 bandes a sota de la dorsal en oposició a les 6 de la femella de M. aurora.

## Hàbitat i distribució geogràfica
És un peix d'aigua dolça, bentopelàgic i de clima tropical (13°S-14°S, 34°E-35°E), el qual viu a l'Àfrica oriental: el llac Malawi (Moçambic).

## Observacions
És inofensiu per als humans.